# Tiempo (álbum de Erreway)
Tiempo es el segundo álbum de estudio de la banda argentina Erreway. Lanzado a la venta el 15 de abril de 2003 en Argentina, cuyas canciones forman parte de la banda sonora de la segunda temporada de Rebelde Way, serie de la cual se desprendió el grupo musical. 
El álbum contiene los géneros rock y pop latino. En Argentina el álbum fue un éxito, fue certificado por CAPIF disco de oro y 3x disco de platino, tras obtener más de 120.000 copias vendidas. 

## Lista de canciones
| Tiempo |                     |                                |                                         |          |  |
| N.º    | Título              | Letras                         | Música                                  | Duración |  |
| 1.     | «Tiempo»            | María Cristina De Giacomi      | Silvio Furmanski Gustavo Novello        | 4:06     |  |
| 2.     | «Será de Dios»      | De Giacomi                     | Furmanski Novello                       | 3:55     |  |
| 3.     | «Para cosas buenas» | De Giacomi                     | Furmanski Novello                       | 3:10     |  |
| 4.     | «Dije adiós»        | De Giacomi Carlos Nilson       | María Cristina De Giacomi Carlos Nilson | 4:09     |  |
| 5.     | «Me da igual»       | De Giacomi Nilson              | De Giacomi Nilson                       | 3:28     |  |
| 6.     | «Que estés»         | De Giacomi                     | Furmanski Novello                       | 3:29     |  |
| 7.     | «No estés seguro»   | De Giacomi Nilson              | De Giacomi Nilson                       | 3:11     |  |
| 8.     | «No se puede más»   | De Giacomi Nilson              | De Giacomi Nilson                       | 3:34     |  |
| 9.     | «Te soñé»           | De Giacomi                     | Carlos Nilson                           | 3:58     |  |
| 10.    | «Invento»           | De Giacomi                     | Furmanski Novello Willie Lorenzo        | 3:41     |  |
| 11.    | «Vas a salvarte»    | De Giacomi                     | Furmanski Novello                       | 3:18     |  |
| 12.    | «Vamos al ruedo»    | Cachorro López Andrés Calamaro | Cachorro López Andrés Calamaro          | 3:43     |  |

### Sencillos promocionales
- Tiempo
- Será de Dios
- Para cosas buenas
- Que estés
- Te soñé
- Vas a salvarte

## Información y ventas del disco
El álbum salió a la venta en Argentina en el año 2003 como parte de la segunda temporada de la serie juvenil Rebelde Way. El disco salió en España en el año 2006 llamado como El disco de Rebelde Way.
El álbum se convirtió en triple disco de platino en Argentina.

### Datos técnicos
- Año de salida en Argentina: 2003
- Galardón en Argentina: Triple disco de platino
- Discográfica argentina: Sony BMG